# Acta sanctorum
Acta sanctorum är en av flera berättelsesamlingar om helgon och martyrer i de grekisk- och romersk-katolska kyrkosamfunden. 
Den mest betydande av alla dylika samlingar är det arbete som på 1700-talet påbörjade av jesuiten Heribert Rosweyd i Antwerpen. Det fortsattes efter hans död av Jean Bolland (de första banden utkom 1643–58) och de efter honom benämnde bollandisterna (ett sällskap jesuiter) till 1794, då det 53:e bandet utkom. Belgiska jesuiter återupptog senare bollandisternas arbete och utgav 60 band, omfattande biografier med mera över helgon.